# Khaled Al Khamissi
Khaled Al Khamissi (El Cairo, 27 de septiembre de 1962) es un escritor, columnista y promotor cultural egipcio. Se interesa por los aspectos populares de la vida en El Cairo.
Chevalier de l'Ordres des Arts et des Lettres Francia (2021).  
Miembro del Parlamento para escritores del Mediterráneo (PEM).  

## Biografía
Hijo de la actriz Faten El Choubachi y del poeta egipcio Abdelrahman Al Khamissi (Premio Lenin de la Paz -1979), nació en pleno centro de El Cairo. Tras el fallecimiento de su madre cuando tenía cinco años, lo crio su abuelo Moufid El Choubachi escritor, poeta y crítico. Vivió su vida en un ambiente familiar donde las discusiones sobre literatura, arte y política eran un hábito diario. 
En 1980 comienza sus estudios en ciencias políticas en la Universidad de El Cairo. Después de graduarse en 1984, trabaja en el Instituto Egipcio de Estudios Sociales y Criminales, en un proyecto de investigación sobre el asesinato de Sadat.  
Deja Egipto para estudiar en Francia, y en 1987 obtiene el magisterio en política exterior de la Universidad de la Sorbona, Paris II Panthéon. Allá empieza a trabajar en el periódico Al-Ahram hasta 1990. 
Dirigió la editorial Noussous con la que publicó a escritores egipcios tales como Louis Awad y Nasr Hamid Abu Zayd y un periódico feminista llamado "Hagar". En 1998 fundó la compañía cinematográfica Nile Production Company. 
Tuvo numerosas participaciones en eventos de la Unión Europea, y otras en la Organización Internacional de la Francofonía para promover la cultura mediterránea. Es miembro del Parlamento de Escritores del Mediterráneo (PEM).
En 2007 la editorial egipcia Dar El Shorouk publica su primer libro, Taxi, que obtuvo un inmediato éxito de ventas en Egipto y otros países árabes. En Taxi, el autor crea diálogos ficticios entre un narrador y taxistas de Egipto, y manifiesta en él su acercamiento y preocupación por la problemática social, la cultura popular y la tradición oral no recopilada de su país.
Su segunda novela, El Arca de Noé, publicada en 2009 por la misma editorial Dar El Shorouk, trata la experiencia de los egipcios en la emigración al extranjero. Narra la peripecia de doce personajes, hombres y mujeres de las más diversas clases sociales, cuyos destinos se cruzarán antes o después de abandonar Egipto -legal o ilegalmente- en busca de un futuro mejor.
Su primer libro de no-ficción, 2011, fue publicado en el año 2014.
Al Shamandar, tercera novela de Al Khamissi, fue publicada por Dar El Shorouk, en 2018. Moi, étoile filante es el título de la novela traducida al francés, y publicada por Actes Sud, en 2021.    
Los libros de Al Khamissi han sido traducidos a 19 idiomas entre ellos, el español, inglés, fracés, italiano, alemán, malayo, coreano, polaco, griego, turco y kurdo.
Al Khamissi cree que el progreso cultural es necesario precursor al cambio social por lo que en 2011, luego de la revolución egipcia, establece Doum, una fundación cultural cuyo propósito es promover el pensamiento crítico. Desde entonces ha fundado dos festivales culturales en Egipto: el festival de narración (Qena) y el festival de lectura (Mansoura). Publica artículos en periódicos egipcios e internacionales sobre temas filosóficos, culturales y políticos, y desde 2014 es Director del consejo de la Gran Biblioteca de El Cairo, inaugurada en 1995.

## Obra
- Al Khamissi, Khaled (2007). Taxi. ISBN 978-84-92801-45-9.
- El Arca de Noé (2009)
- 2011 (2014)
- Al Shamandar (2018)